# Тодор Яковов
Тодор Стефанов Яковов, наричан Расим, и Тетовчето е български офицер и революционер, тетовски войвода на Вътрешната македоно-одринска революционна организация.

## Биография
Роден е през 1881 година в Тетово, тогава в Османската империя. През 1902 година убива турски катил и бяга в планината. През Илинденско-Преображенското въстание пренася 25 коня, натоварени с оръжие, в района на войводата Иван Наумов Алябака и става негов четник. До 1906 година остава в четата на Иван Наумов и взима участие в сраженията при Павлешенци, Крапа, Ореше. След това е помощник войвода при скопския войвода Васил Аджаларски, но през 1907 година напуска Скопско. По-късно е самостоятелен войвода в Тетовско, като се бори с сръбската пропаганда.
Определен е за войвода на чета в Паланечко през Балканската война, но четата е разформирована и Тодор Яковов се включва в Македоно-одринското опълчение и служи в 1 рота на 2 скопска дружина. Участва в сраженията при Шаркьой като взводен командир и е тежко ранен при десанта на 26 януари 1913 година. След войната се установява в София и изкарва прехраната си с дребен занаят.